# Слобідка-Рахнівська
Слобідка-Рахнівська — село в Україні, в Маківській сільській територіальній громаді Кам'янець-Подільського району Хмельницької області.

## Назва
Слобідка-Рахнівська в минулому складалась зі двох сіл: «Гниловоди» і «Слобідка». Назва «Гниловоди» виводиться з річки Гниловодка. Назва «Слобода — Слобідка — Слобідка-Рахнівська» походить від сусіднього села Рахнівка, як його виселок, тобто «Слобідка» — у Східній Європі XVI—XVIII століття різновид поселення-колонії або новозасноване поселення.

## Географія
Село Слобідка-Рахнівська розташовано на трасі Дунаївці — Шатава. Відстань до Шатави (у напрямку Кам'янця-Подільського) становить 5 кілометрів, а до Дунаєвець — 10 кілометрів.

### Клімат
Слобідка-Рахнівська знаходяться в межах вологого континентального клімату із теплим літом, але діяльність людини призводить до поганих змін та глобального потепління.

## Історія

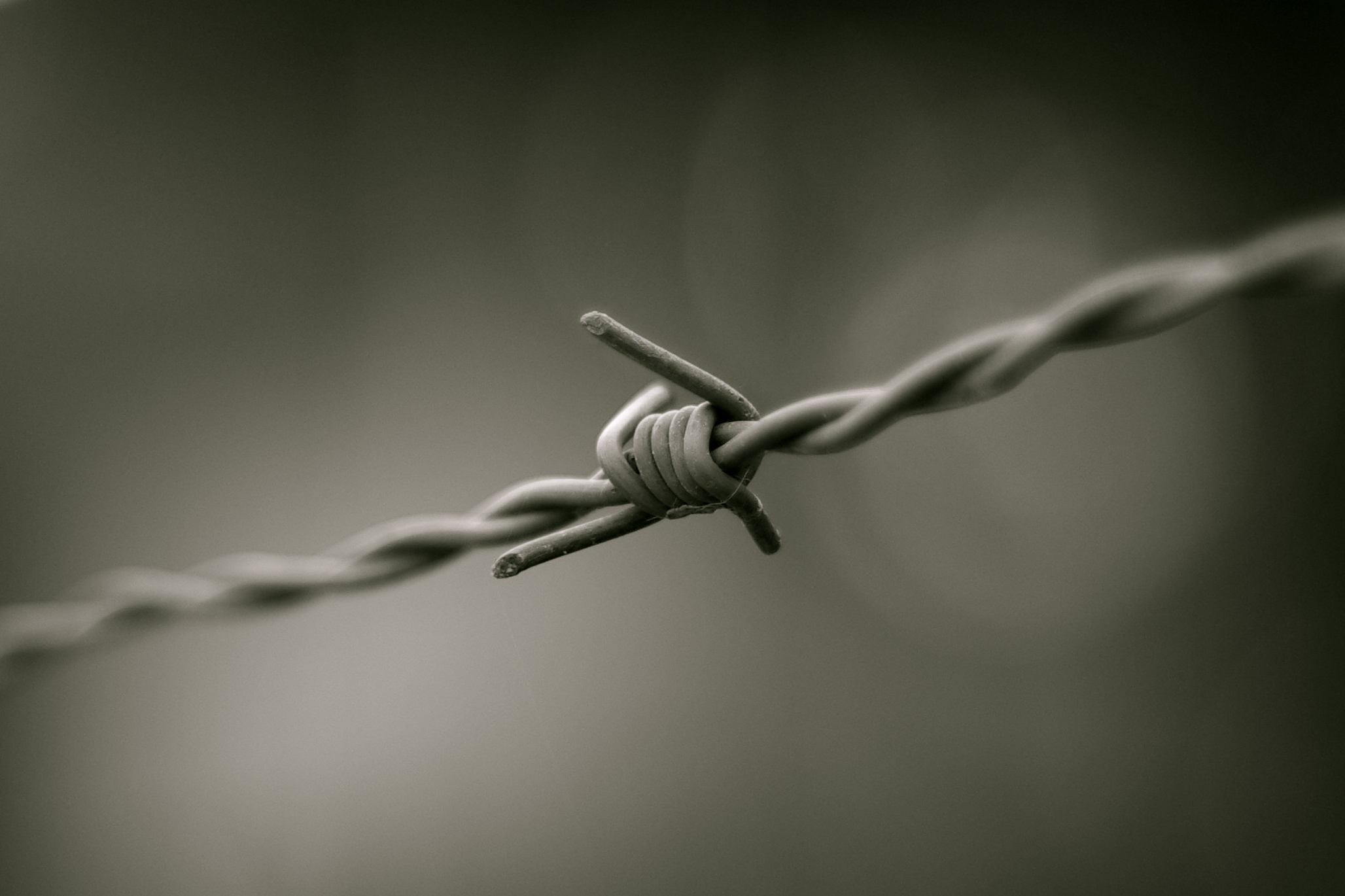
[http://www.reabit.org.ua/nbr/?st=3®ion=&ss=Рудківці&logic=or&f1_type=begins&f1_str=&f2_type=begins&f2_str=&f3_type=begins&f3_str=&f4_from=&f4_till=&f7%5B%5D=all&f14%5B%5D=all#list Національний банк репресованих

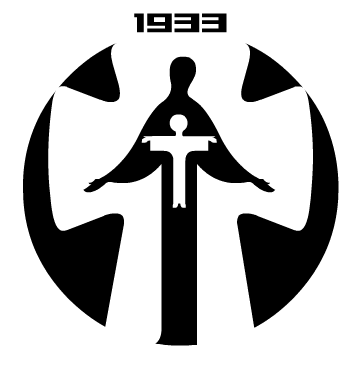
[https://victimsholodomor.org.ua/khmelnytsky/easytable/25-peoples-new.html?start=300 Список жертв Голодомору, Хмельницька область

Про Гниловоди перша відома згадка датується 1598 роком, з якої ми дізнаємося, що в цьому селі витікає річка Гниловідка. Тоді це поселення належало Івану Гурському. З інших матеріалів ми дізнаємося, що пізніше воно належало П'ясецьким, Потоцьким, а згодом — Раціборовським.
Щодо іншої частини села, відомої як «Пошта», документів, які могли б висвітлити найдавніші часи не виявлено. З відомих можна назвати «Труды Подольского епархиально-историко-статистического комитета» за редакцією священика Юхима Сіцінського, де описується Рахнівка.
Декільком власникам з Рахнівки надали землю, щоб вони мали можливість вільно господарювати. Так з'явилася Слобода, Слобідка, Слобідка-Рахнівська, яка розташована за три кілометри від села Рахнівка.
Селяни були звільнені від кріпосного права в 1861 році. На честь цієї події в багатьох селах Поділля на в'їздах встановлювали пам'ятні фігури, такі збереглись в селах: Нігин, Черче. Ця традиція помаленьку відновлюється, встановлюються статуї Божої Матері чи інші фігури.
1863 року селяни втрачають можливість користуватись рідною мовою, видано таємне розпорядження — Валуєвський циркуляр, що наказував призупинити видання значної частини книг, написаних українською мовою, а згодом доповнено Емським указом.
Внаслідок поразки визвольних змагань на початку XX століття, село надовго окуповане російсько-більшовицькими загарбниками.
Радянська окупація принесла колективізацію та розкуркулення, селяни зазнали репресій.
В 1932–1933 селяни села пережили Голодомор.
На початку 1930-х років в селах Слобідка-Рахнівська та Гниловоди утворено два колгоспи. Гниловодське та Слобідкорахнівське господарства, за здане зерно у 1938—1939 роках одними з перших в районі отримали автомобілі. 1937 року ланка, якою керувала Вінницька Гелена Антонівна добилася врожайності цукрового буряка 500 ц. з га. Ланка та її ланкова були відзначені нагородами ВДНГ СРСР.
22 червня 1941 року почалася німецько-радянська війна. Місцеві мешканці Корчинський Іван, Білінський Леонід, Корчинський Франц, Кучинський Микола перебували тоді у лавах Червоної армії та від початку й до кінця війни перебували у бойових частинах, були поранені й після закінчення війни, вони повернулися до своїх домівок. На фронтах війни загинуло 53 односельці, 23 було вивезено на примусові роботи в Німеччину. Від нелюдських умов перебування у Німеччині помер Добрянський Адольф Петрович. Напередодні визволення села з-під німецької окупації було вбито мешканців Гниловід Грушковського Михайла та Жулковську Марію, яких німці прийняли за партизанів. Через три дні після їх розстрілу 31 березня 1944 року село було визволено. По закінченню Другої світової війни у 1946—1947 роках мешканці села вчергове пережили голод.
Дуже нелегко давалася відбудова зруйнованого господарства, врожаї збирали низькі, а люди знаходили в собі сили виживати в таких важких умовах. У 1952—1953 роках було заасфальтовано автотрасу, що проходить через село. 1955 року в селі збудовано електростанцію, 1956 року розпочалася радіофікація села. Згодом Слобідкорахнівський та Гниловодський колгоспи об'єднали в один, його очолив Богач Петро Семенович (його на початку 1960-х років обрали першим секретарем райкому партії). За часів головування Богача П. С. колгосп мав великі здобутки, почалося будівництво Будинку культури. Наприкінці 1960-х років місцеве господарство приєднали до Маківського колгоспу «Україна», де головою був Стеньгач В. В. За часів його головування у селі наприкінці 1980-х років було збудовано дитячий садочок,початкову школу.
Слобідка-Рахнівська починає новий відлік доби від 24 серпня 1991 року, коли Україна проголосила свою незалежність.
З 2015 року шляхом об'єднання сільських рад, село увійшло до складу Маківської об’єднаної територіальної громади. Об'єднання в громаду має створити умови для формування ефективної і відповідальної місцевої влади, яка зможе забезпечити комфортне та безпечне середовище для проживання людей.
17 липня 2020 року, в результаті адміністративно-територіальної реформи та ліквідації Дунаєвецького району, село увійшло до складу Кам'янець-Подільського району.

## Населення
Населення станом на 1971 рік — 714 осіб.
За переписом населення України 2001 року в селі мешкало 578 осіб.
Згідно перепису 2015 року селі проживало 593 особи.

### Мова
У селі поширені західноподільська говірка та південноподільська говірка, що відносяться до подільського говору, який належить до південно-західного наріччя.
Розподіл населення за рідною мовою за даними перепису 2001 року:
| Мова            | Кількість | Відсоток |
| --------------- | --------- | -------- |
| українська      | 587       | 98.99%   |
| російська       | 5         | 0.84%    |
| інші/не вказали | 1         | 0.17%    |
| Усього          | 593       | 100%     |

## Економіка
Селі функціює Слобідкорахнівська ЗОШ І—II ступенів, яку понад 10 років очолює Сидорчук Микола Васильович. Також збудовано понад два десятки добротних будинків. Працюють ФАП, який очолює Сусляк Оксана Володимирівна, відділення пошти, яку очолює Гудзяк С. С., дитячий садочок «Калинка», який очолює Ястремська Г.В., і який є одним із кращих в нашому районі, працює сільська бібліотека, яку очолює Марчук Л. І., а також працює сільський клуб, який очолює Надольська Л. М. Працюють кафе «Козацький двір», «Танюша», магазини «Престиж» та «Хуторянські ковбаси».

## Релігія
- Костел римо-католицький Святого Станіслава Єпископа (РКЦ)
- Церква православна
- Молитовний дім Євангельських християн-баптистів

## Відомі люди

### Уродженці
- Вінницький Павло — український військовослужбовець, учасник російсько-української війна.[7]

## Світлини

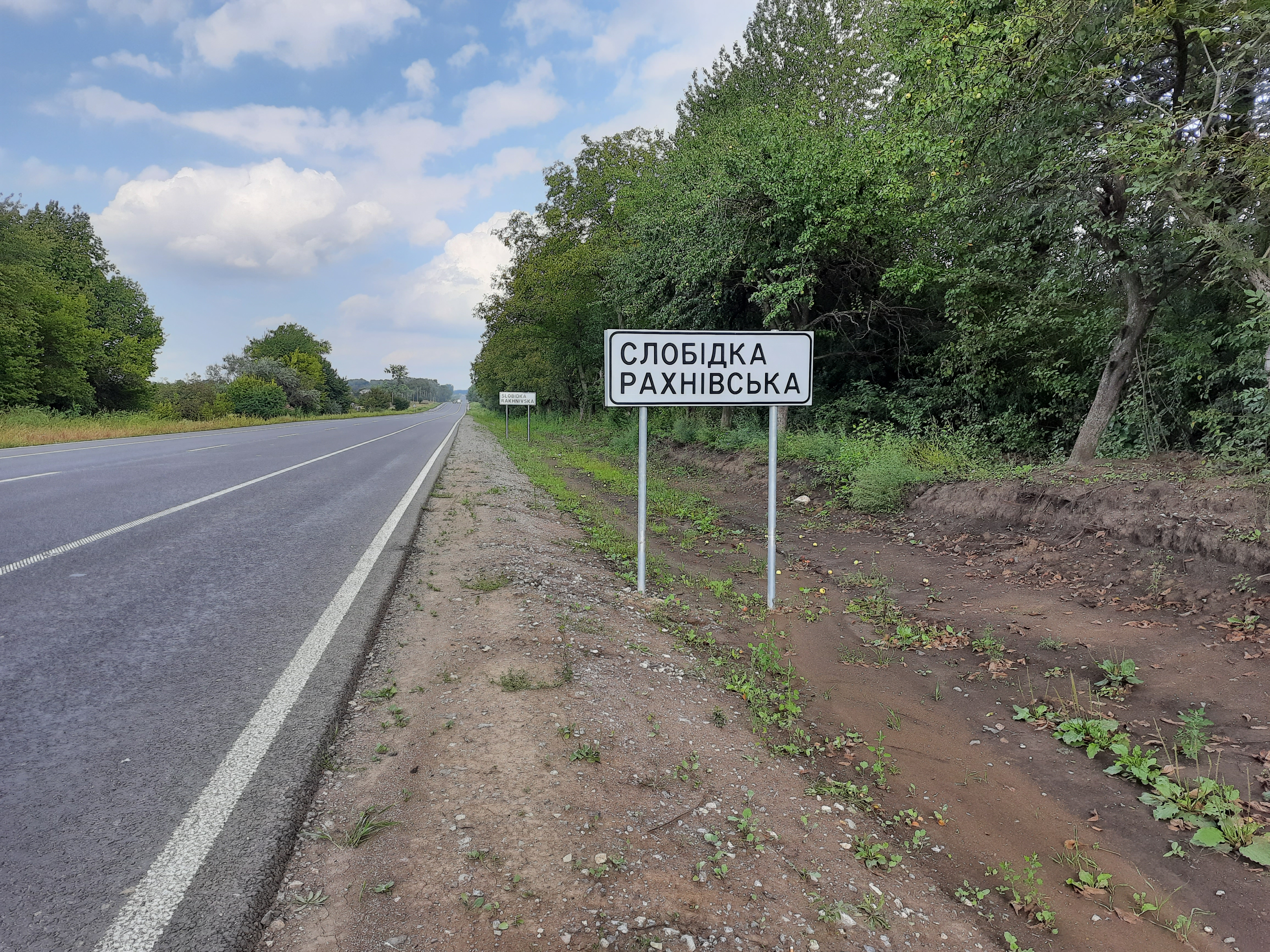
Дорожній знак при в'їзді в село
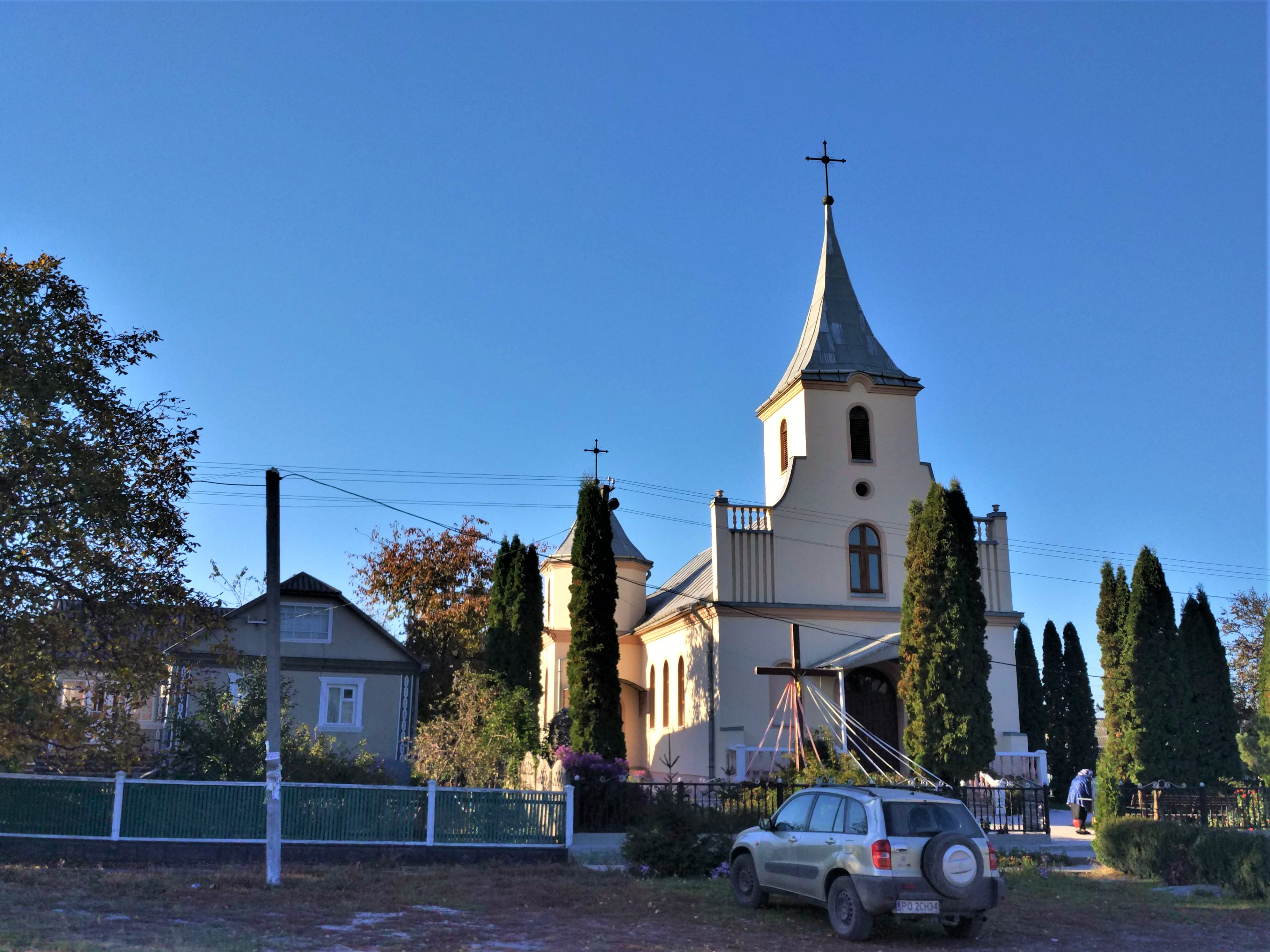
Костел у с. Слобідка-Рахнівська
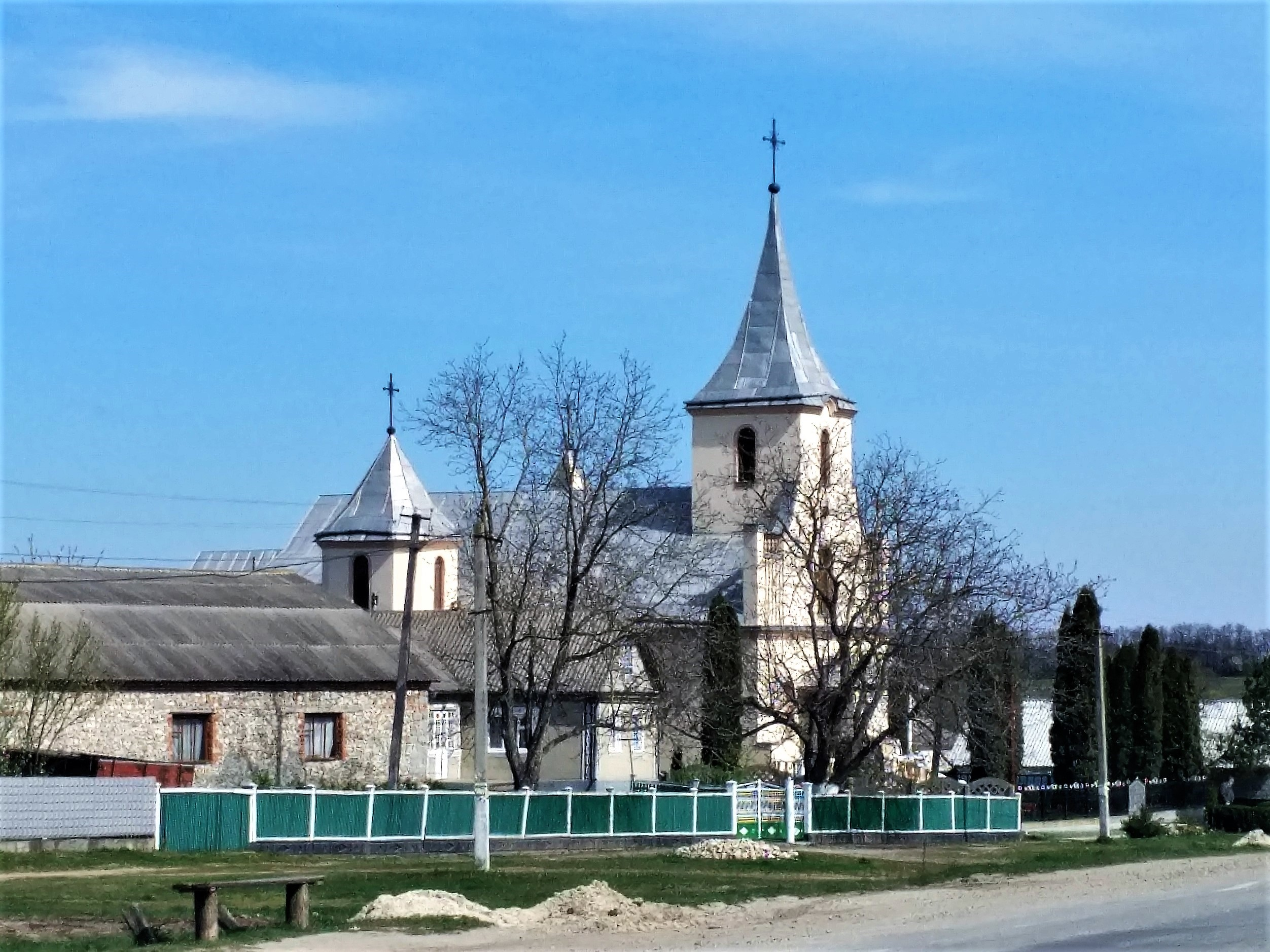
Костел
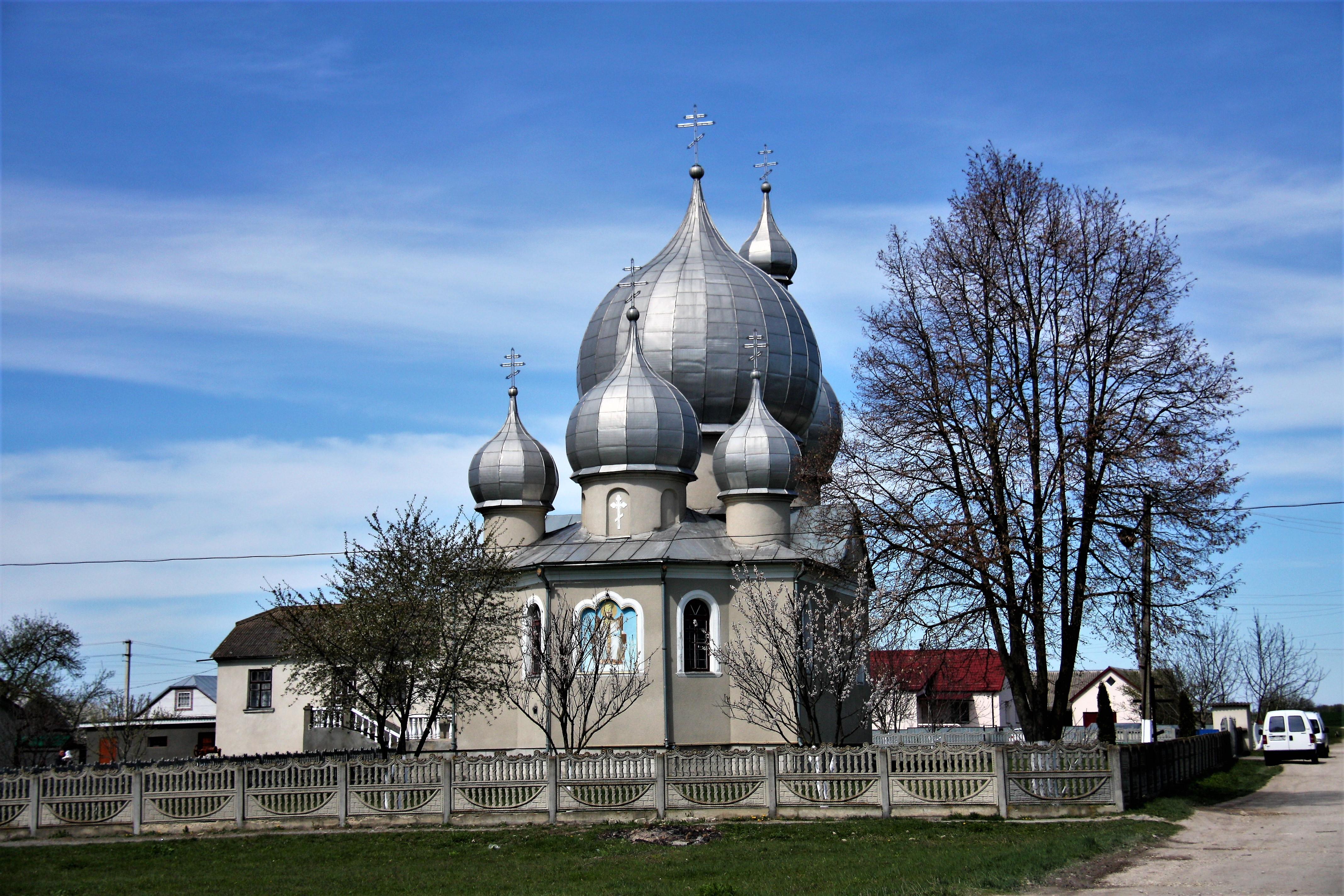
Церква
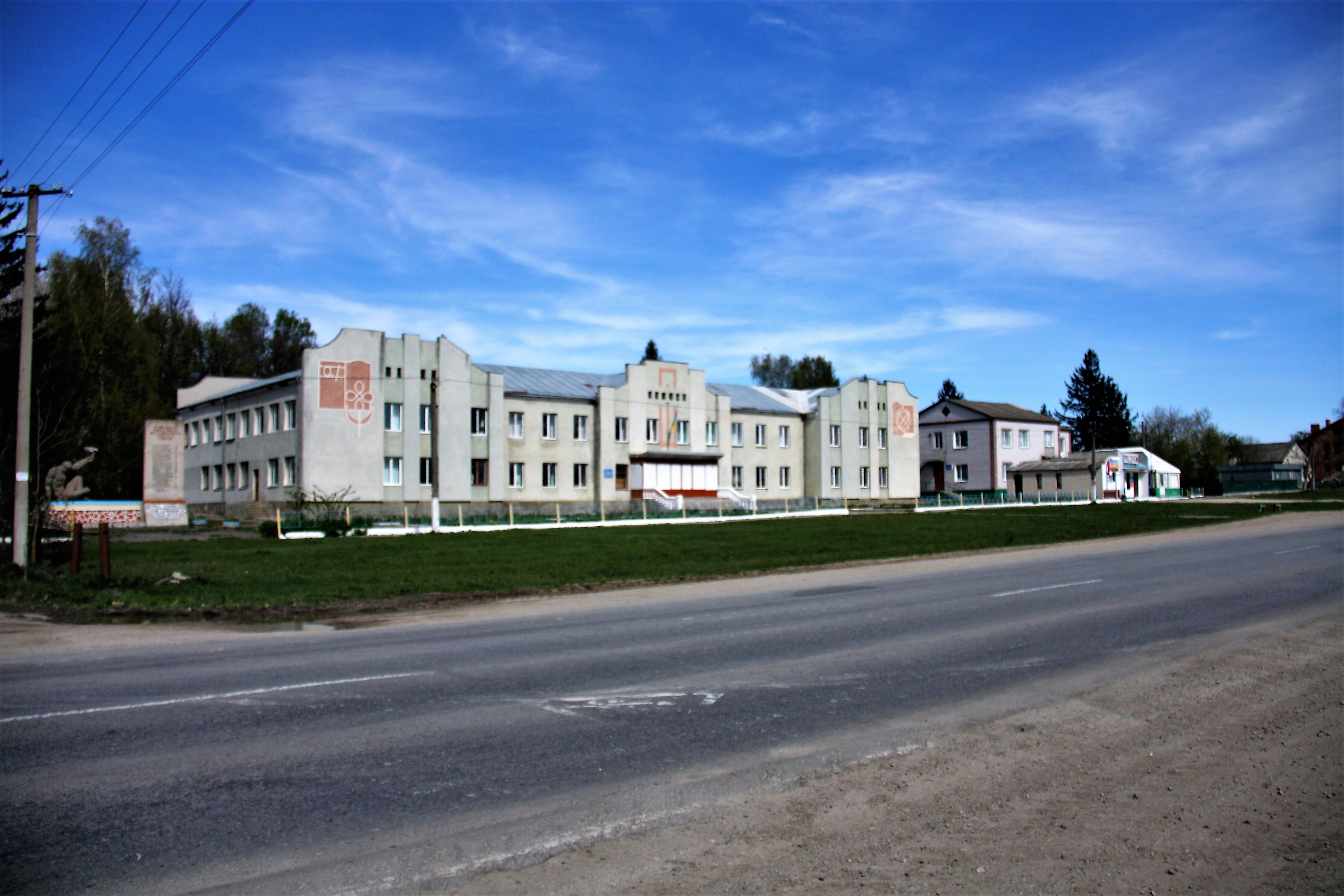
Школа в селі
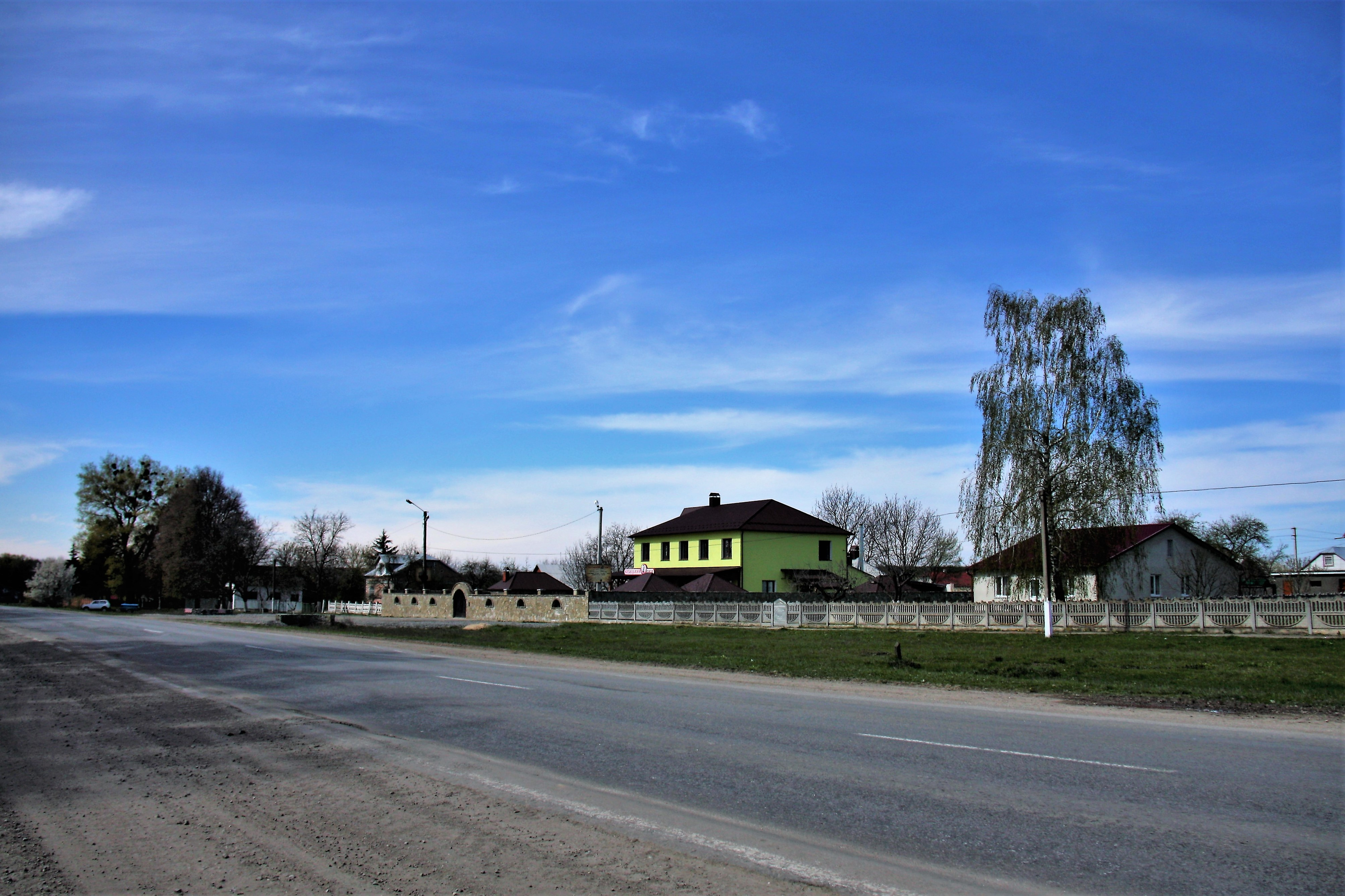
Біля дороги
Школа